# (705) Erminia
(705) Erminia – planetoida z pasa głównego asteroid okrążająca Słońce w ciągu 5 lat i 1 dnia, w średniej odległości 2,92 au. Została odkryta 6 października 1910 roku w Landessternwarte Heidelberg-Königstuhl, w Heidelbergu przez Emila Ernsta. Nazwa planetoidy pochodzi od operetki Erminie Edwarda Jakobowskiego. Przed jej nadaniem planetoida nosiła oznaczenie tymczasowe (705) 1910 KV.